# مالک حسینی

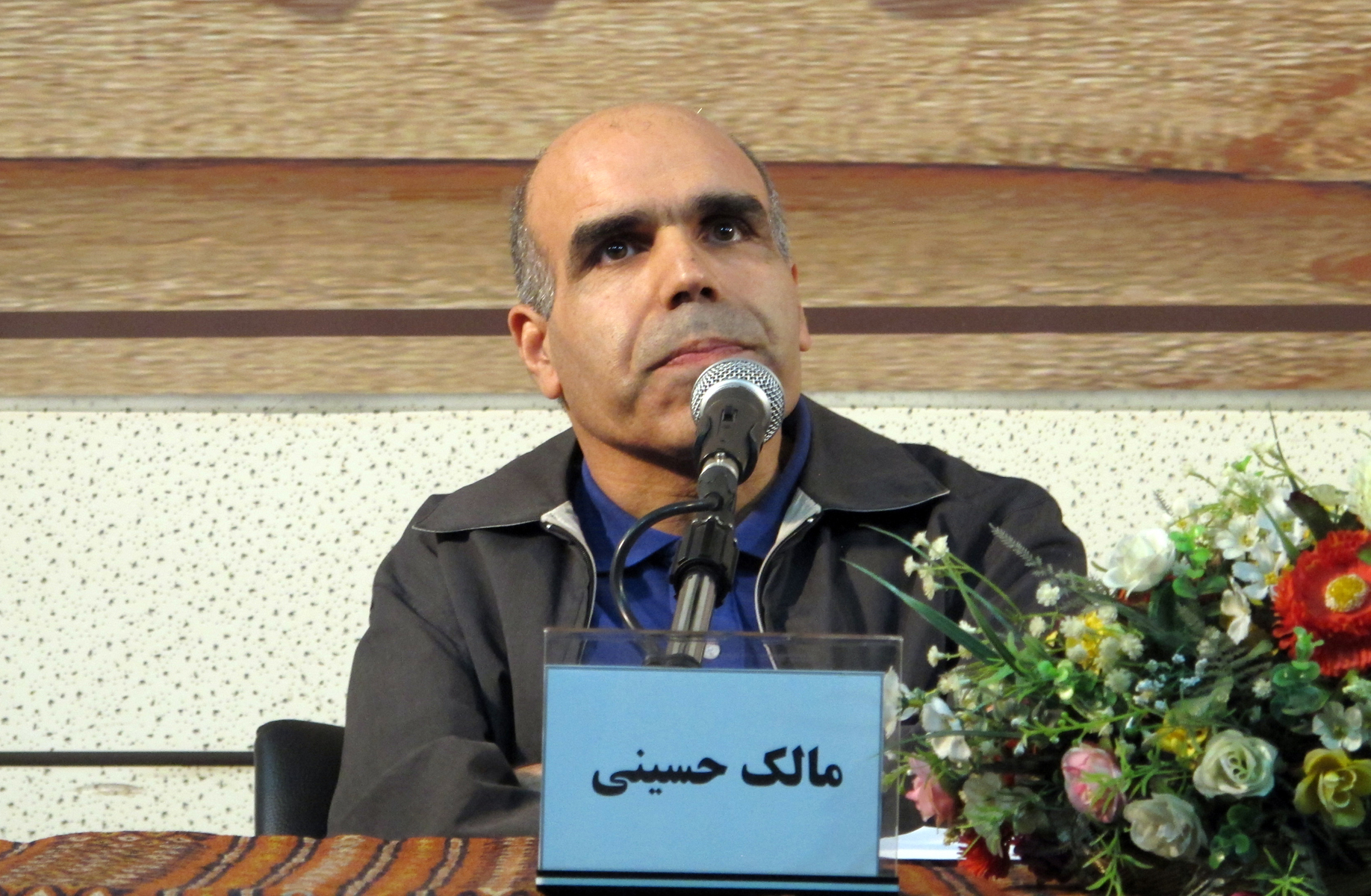
مالک حسینی

مالک حسینی (زادهٔ ۱۷ اردیبهشت  ۱۳۴۷ در نجف‌آباد اصفهان ) پژوهشگر حوزهٔ فلسفه و مترجم آثار لودویگ ویتگنشتاین به زبان فارسی است. ترجمهٔ در باب یقین او اثر مورد تقدیر در جایزهٔ کتاب سال شد و کتاب ویتگنشتاین و حکمت او اثر برگزیده در جایزهٔ کتاب فصل شد. او پیشتر عضو هیئت علمی دانشگاه آزاد اسلامی واحد علوم و تحقیقات و مؤسسهٔ پژوهشی حکمت و فلسفهٔ ایران بوده است.

## تحصیلات
مالک حسینی دورهٔ کارشناسی و کارشناسی ارشد فلسفه را به ترتیب در سال‌های ۱۳۷۵ و ۱۳۷۷ در دانشگاه تهران به پایان برد. سپس برای ادامه تحصیلات به آلمان رفت و وارد دورهٔ دکتری فلسفه در دانشگاه لودویگ ماکسیمیلیان مونیخ شد و در سال ۱۳۸۵ از رسالهٔ دکتری خود دفاع کرد.